# Donald Prentice Booth

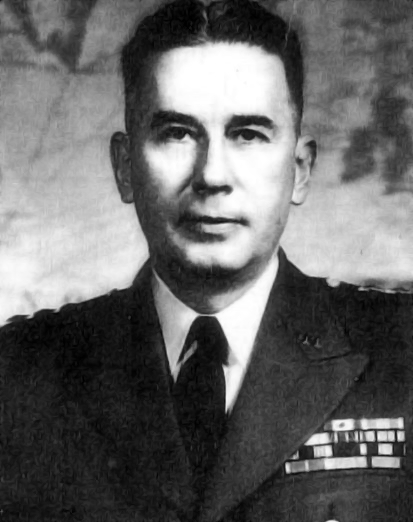
Donald P. Booth (1972)

Donald Prentice Booth  (* 21. Dezember 1902 in Albany, Albany County, New York; † 30. Oktober 1993 in Santa Barbara, Santa Barbara County, Kalifornien) war ein Generalleutnant der United States Army. Er war unter anderem Kommandeur der 4. Armee.
Donald Booth war ein Sohn von Oberst Alfred James Booth (1875–1937) und dessen Frau Anna May Roe (1881–1985). Er besuchte die öffentlichen Schulen am jeweiligen Stationierungsort seines Vaters. In den Jahren 1922 bis 1926 durchlief er die United States Military Academy in West Point. Nach seiner Graduation wurde er als Leutnant den Pionieren zugeteilt. In der Armee durchlief er anschließend alle Offiziersränge vom Leutnant bis zum Drei-Sterne-General.
Im Lauf seiner militärischen Karriere absolvierte Booth verschiedene Kurse und Schulungen. Dazu gehörten unter anderem der Army Engineer Officer Course (1930) und das Command and General Staff College. Außerdem belegte er einen Studienkurs an der Cornell University.
In seinen jüngeren Jahren absolvierte er den für Offiziere in den niederen Rangstufen üblichen Dienst in verschiedenen Einheiten und Standorten in den Vereinigten Staaten. Als Pionier (Engineer) gehörten der Hochwasserschutz, der Ausbau von Hafenanlagen, deren militärische Verteidigung, Flussregulierungen sowie der Bau von Schleusen, Stauwerken, Straßen und Flugplätzen zu seinem Aufgabenbereich.
In den Jahren 1935 bis 1939 war er als Dozent an der Militärakademie in West Point tätig. Anschließend diente er in einem Pionierbataillon in Fort Sam Houston in Texas und gehörte danach zwischen Juni 1940 und  Oktober 1942 dem Stab des Pionierbezirks um Seattle an. In diese Zeit fiel am 7. Dezember 1941 der amerikanische Eintritt in den Zweiten Weltkrieg. Nach seiner Zeit in Seattle wurde Booth an den Persischen Golf versetzt. Dort wurde er Mitglied im Stab des Persian Gulf Commands, das den Materialnachschub an die Truppen der Sowjetunion, die damals mit den USA gegen Nazi-Deutschland verbündet war, organisierte.
Booth war zwischen 1942 und 1945 in verschiedenen Funktionen beim Persian Gulf Command tätig. Er war zunächst Stabsoffizier, dann Stabschef und schließlich zwischen dem 24. Dezember 1944 und dem 15. August 1945 Kommandeur des Commands.
In den Jahren 1945 bis 1947 war er Stabsoffizier im Kriegsministerium. Es folgten weitere Verwendungen als Stabsoffizier beim Chief of Staff of the Army und dann in der Stabsabteilung für Operationen J3 beim Joint Chiefs of Staff (1947–1950). Nach weiteren Stabsaufgaben übernahm Donald Booth im Jahr 1953 das Kommando über die 28. Infanteriedivision, die zur Army National Guard gehörte und in Deutschland stationiert war. Dieses Kommando behielt er bis 1954. Zwischen Mai und November 1954 kommandiert er die 9. Infanteriedivision. Von 1955 bis 1958 Donald Booth in der Stabsabteilung G1 (Personalwesen) im Heeresministerium tätig. Ab 1956 leitete er diese Abteilung. In den Jahren 1958 bis 1961 war er amerikanischer Hochkommissar (High Commissioner) auf den Ryūkyū-Inseln. Anschließend wurde er zum Kommandeur der 4. Armee ernannt. Dieses Kommando übte er zwischen dem 24. März 1961 und dem 28. Februar 1962 aus. Anschließend ging er in den Ruhestand.
Donald Booth verbrachte seinen Lebensabend in Santa Barbara in Kalifornien, wo er am 30. Oktober 1993 verstarb. Er wurde auf dem amerikanischen Nationalfriedhof Arlington beigesetzt.

## Orden und Auszeichnungen
Donald Booth erhielt im Lauf seiner militärischen Laufbahn unter anderem  die Army Distinguished Service Medal und den japanischen Orden der Aufgehenden Sonne.